# Jorrie Muller
Pour les articles homonymes, voir Muller.
George Petrus « Jorrie » Muller, né le 1er mars 1981 à Fochville (Afrique du Sud), est un joueur de rugby à XV sud-africain qui joue avec l'équipe d'Afrique du Sud. Il évoluait principalement au poste de centre, parfois d'arrière (1,80 m pour 84 kg).
Il évolue dans le Super 12 (devenu le Super 14) sous les couleurs des Cats, franchise de rugby à XV d'Afrique du Sud basée à Johannesburg. Elle est principalement constituée de la province sud-africaine de Currie Cup des Golden Lions (ancienne équipe du Transvaal).
Dans le championnat des Provinces sud-africaines, il défend les couleurs des Golden Lions.
Il a joué dans les équipes de jeunes d'Afrique du Sud, en moins de 19 et en moins de 21 ans, avec qui il remporte la Coupe du monde. Il ne compte que 6 sélections avec les Springboks mais participe à la Coupe du Monde 2003 en Australie, où il est titulaire au poste de second centre, associé à De Wet Barry.

## Carrière

### En province
- Golden Lions (Afrique du Sud)

### En franchise
- Cats

### En club
- Lyon OU

### En équipe nationale
Il effectue son premier test match avec les Springboks le 2 août 2003 à l’occasion d’un match contre l'équipe d'Australie.
Il dispute la coupe du monde 2003 (4 matchs).

## Palmarès

### Avec les Springboks
- 6 sélections
- Sélections par saison : 6 en 2003.
- Participation à la coupe du monde 2003 (4 matchs).